# وليم جي. بوغارت
وليم جي. بوغارت (بالإنجليزية: William G. Bogart)‏ (17 يونيو 1903 - 20 يوليو 1977)؛ روائي أمريكي.